# César Mallorquí del Corral
César Mallorquí del Corral   (Barcelona, 10 de juny de 1953) conegut com a César Mallorquí, és un escriptor i periodista català en llengua castellana, guardonat amb el Premi Nacional de literatura infantil i juvenil de les Lletres Espanyoles del 2013.

## Biografia
César Mallorquí va néixer el juny 1953 a Barcelona, però un any més tard es traslladà amb la seva família a Madrid, on ha viscut des d'aleshores. El seu pare era Josep Mallorquí, conegut per ser l'autor del personatge de còmic El Coyote. Estudià periodisme a la Facultat de Ciències de la Informació de la Universitat Complutense de Madrid i treballà com a tal durant uns deu anys, tot col·laborant com a guionista per la Cadena SER i la revista La Codorniz. El 1981 entrà en el món de la publicitat com a creatiu, feina que desenvolupà fins a començaments de la dècada de 1990, quan decidí ser un escriptor professional. Els seus llibres se centren en la ciència-ficció i la fantasia, i ha estat influït, entre d'altres, per Jorge Luis Borges, Alfred Bester, Clifford Simak, Fredric Brown, Ray Bradbury i Cordwainer Smith.
Durant la seva carrera literària ha estat reconegut amb nombrosos premis literaris. Destaquen quatre edicions del Premi Edebé de Literatura Juvenil i, sobretot, el Premi Nacional de Literatura Infantil i Juvenil 2013 per L'Illa de Bowen.
Una bona part de la seva obra ha estat traduïda al català.

## Llibres
- La vara de hierro (1993)
- El círculo de Jericó (1995)
- El coleccionista de sellos (1996)
- L'última feina del senyor Luna (1997)
- La fraternitat d'Eihwaz (1998)
- La creu d'El Dorado (1999)
- El maestro oscuro (1999)
- La catedral (2000)
- El hombre de arena (2001)
- Les llàgrimes de Shiva (2002)
- La porta d'Agartha (2003)
- La compañía de las moscas (2004)
- La pedra inca (2005)
- El viajero perdido (2005)
- La mansión Dax (2005)
- La caligrafía secreta (2007)
- El juego de Caín (2008)
- El juego de los herejes (2010)
- Leonís (2011)
- L'illa de Bowen (2012)
- La estrategia del parásito (2012) (primer volum de la sèrie Crónicas del Parásito)
- Trece monos (2015) (antologia)
- Las fabulosas aventuras del profesor Furia y Mr. Cristal (2015) (versió revisada de la novel·la La compañía de las moscas).
- Manual de instrucciones para el fin del mundo (2019) (segon volum de Crónicas del Parásito)
- La hora zulú (2019) (tercer volum de Crónicas del Parásito)
- El cercle escarlata (2020)
- El misteri de l'artefacte C (2021) (primer volum de la sèrie infantil Dan Dièsel)
- Esto no es un manual de escritura (pero se parece) (2021) (assaig)
- El poder del Khan (2021) (segon volum de Dan Dièsel)
- La lectora de ments (2021)
- La màscara porpra (2022) (tercer volum de Dan Dièsel)
- L'enigma d'un altre món (2022) (quart volum de Dan Dièsel)

## Premis
- Premi Aznar 1991 per El viajero perdido.
- Premi Alberto Magno 1992 per La pared de hielo.
- Premi Alberto Magno 1993 per El hombre dormido.
- Premi Domingo Santos 1993 per Materia oscura.
- Premi UPC 1995 per El coleccionista de sellos.
- Premi Gigamesh 1996 per La casa del Dr Pétalo.
- Premi Edebé de Literatura Juvenil 1996 per L'Última feina del senyor Luna.[5]
- Premi Protagonista Jove 1997 per L'Última feina del senyor Luna.
- VI premi Pablo Rido 1997 per El decimoquinto movimiento.
- Premi Gigamesh 1997 per El coleccionista de sellos.
- White Raven 1998 per L'Última feina del senyor Luna.
- Premi Edebé de Literatura Juvenil 1999 per La creu d'El Dorado.[6]
- Premi Ignotus 1999 per El decimoquinto movimiento.
- White Raven 2000 per La creu d'El Dorado.
- Premi Gran Angular 2000 per La catedral.[7]
- White Raven 2001 per La catedral.
- Premi Edebé de Literatura Juvenil 2002 per Les Llàgrimes de Shiva.[8]
- Premi Liburu Gaztea 2003 per Les Llàgrimes de Shiva.
- Premi Nacional de Narrativa Cultura Viva 2007.[5]
- Premi Hache 2010 per La caligrafía secreta.[5]
- Premi Edebé de Literatura Juvenil 2012 per L'Illa de Bowen.[5][7]
- Premi El Templo de las Mil Puertas 2012 per L'Illa de Bowen.[7]
- White Raven 2013 per La estrategia del parásito.
- Premi Nacional de Literatura Infantil i Juvenil 2013 per L'Illa de Bowen.[4]
- Premi Cervantes Chico 2015 per tota l'obra de gènere juvenil.[9]